# Szkopecek
A szkopecek vagy szkopcok  (orosz: скопцы ; egyes sz.: скопец, a. m. kasztrált) az orosz „szellemi keresztények” egyik mozgalma volt, akik leginkább az öncsonkítás, kasztrálás gyakorlásában váltak ismertté. 
A szkopcok a világ végét várták. Bekövetkeztét attól tették függővé, hogy mikor telik be annak a 144 ezer szűznek a száma, akik János látomásában a „Bárányt” várják (Jel. 14,1-5).

## Történet
A szkopcok a hlisztek önostorozó mozgalmából szakadtak ki. 1770 körül lépett fel Kondratyij Szelivanov (Кондратий Селиванов), aki magát Messiásnak mondta, és számos követőt vonzott. 1775-ben elfogták és Szibériába száműzték. Követői ezután onnan megszöktették. Szelivanov sajátosan értelmezte azokat az evangéliumi mondásokat, hogy legyenek a házasságra képtelenek  vagy hogy boldogok azok a meddő asszonyok, akik nem szültek, nem szoptattak  vagy akit a keze vagy a lába megbotránkoztatja, az vágja azt le  stb. 
A 19. század második felében mintegy 6 ezer követőjük volt, főleg a Tambovi, Kurszki, Orjoli kormányzóságokban és Szibériában. A 20. század elején elérte a népszerűsége csúcsát, sok ezer taggal, a cári kormány üldöztetése ellenére. Sokan Románia területére menekültek s ott nagyobb számban tartózkodtak  Bukarest és Jászvásár környékén. 
A 20. századi Szovjetunióban is tiltották a mozgalmukat, de a nemi szervek vallásilag motivált megcsonkítása még a második világháború után is dokumentálva volt. A súlyos elnyomás ellenére a 21. század elején még mindig van egy kevés követőjük, elsősorban az Észak-Kaukázus egyes területein.
A 19. századi üldöztetés nyomán két csoportra oszlottak, az újszkopcok a megcsonkítás helyett csak szigorú aszketikusságot és szexuális absztinenciát alkalmaztak.

## Fordítás
- Ez a szócikk részben vagy egészben  a(z)   Скопцы című orosz Wikipédia-szócikk fordításán alapul.  Az eredeti cikk szerkesztőit annak laptörténete sorolja fel. Ez a jelzés csupán a megfogalmazás eredetét és a szerzői jogokat jelzi, nem szolgál a cikkben szereplő információk forrásmegjelöléseként.